# Leopard (Roman)
Leopard (Originaltitel Panserhjerte) ist ein Kriminalroman des norwegischen Autors Jo Nesbø aus dem Jahr 2010. Es ist der achte Teil der Harry-Hole-Serie.

## Handlung
Nach den im Vorgängerroman beschriebenen Ereignissen und insbesondere der Bedrohung durch den Serienmörder, der seine Freundin Rakel und deren Sohn Oleg ausgesetzt waren, verlässt Harry Hole Oslo und zieht nach Hongkong, wo er verschuldet sowie spiel- und drogensüchtig lebt.
Auf Anweisung von Harrys ehemaligem Chef Gunnar Hagen, dem Leiter des Dezernats für Gewaltverbrechen, holt Kaja Solness Harry mit Hinweis auf dessen sterbenden Vater nach Norwegen zurück, um zwei Morde an jungen Frauen aufzuklären. Doch die Ermittlungen zu dem Fall werden der Abteilung entzogen und das Kriminalamt unter der Führung von Mikael Bellmann übernimmt, wodurch Harry nur inoffiziell Nachforschungen betreiben kann.
Als immer mehr Morde geschehen, findet Harry mit Hilfe seiner ehemaligen Kollegin und Freundin Katrine Bratt heraus, dass eine Berghütte in der Umgebung von Ustaoset die Gemeinsamkeit ist, die alle ermordeten Personen verbindet – die Seite im Gästebuch des gemeinsamen Übernachtungstages ist allerdings herausgerissen. Auch die Mordwaffe ermittelt Harry nach dem Hinweis eines Bekannten aus der Unterwelt von Hongkong bei einem Waffenhändler in Afrika: ein Leopoldsapfel.
Zwar fehlen Harry Beweise, er kann die Geschehnisse des Abends in der Berghütte aber recht genau rekonstruieren: Ein Unternehmer hatte in der Nacht seine Freundin mit einer Wanderin betrogen und fürchtet nun um seine mögliche Ehe mit einer Industriellentochter, die ihn finanziell sanieren kann. Der Täter lockt seine Freundin dann nach Afrika und zwingt sie, einen Ehevertrag, der ihm das ganze Vermögen überschreibt, zu unterschreiben und will sie töten. Harry und Kaja fliegen daraufhin ebenfalls nach Afrika und werden beide getrennt von Handlangern des Täters überwältigt.
Harry kann sich befreien und tötet sowohl den Täter und dessen Freundin im Versuch Kaja zu befreien. Zusammen werfen er und Kaja die beiden Leichen in einen Vulkan, um weitere Ermittlungen der Polizei auszuschließen und Harry kehrt wieder nach Hongkong zurück.

## Ausgaben
Die norwegische Originalausgabe erschien 2009 unter dem Titel Panserhjerte im Verlag Aschehoug & Co (ISBN 978-82-03-35130-3). Die deutsche Ausgabe wurde 2010 unter dem Titel Leopard im Ullstein Verlag (ISBN 978-35-50-08774-5) in Übersetzung von Günther Frauenlob und Maike Dörries veröffentlicht. 2011 wurde auch die Taschenbuchausgabe vom Ullstein Verlag veröffentlicht (ISBN 978-35-48-28321-0).
Darüber hinaus wurden von dem Roman auch ein Hörbuch von Hörbuch Hamburg sowie ein E-Book von Ullstein eBooks veröffentlicht.

## Rezensionen
„Ein packendes Buch, mit einem Autor in Höchstform. Charaktere, Schauplätze und Dialoge sorgen dafür, dass beim Lesen keine Langeweile aufkommt. Dabei geht es nicht nur um einen brutalen Serien-Mörder, sondern auch um die Spätfolgen einer psychischen Demütigung, um Macht und Ehrgeiz, um menschliche Abgründe. Ein Genuss für Fans des skandinavischen Krimis, aber auch ein Schmankerl für Neueinsteiger.“

„Jo Nesbø steht seinen schwedischen Kollegen in puncto Ausgefeilt-, Verwickelt- und Raffiniertheit nicht nach - und an Umfang übrigens auch nicht. "Leopard" ist einer von den Schmökern, mit denen man trübe Wochenenden höchst effektiv auf der Couch rumbringen kann.“

„Jo Nesbøs 700-seitiges Krimi-Opus „Leopard“ nötigt Bewunderung ab ob der fehlerfreien, mathematisch anmutenden Konstruktion. Doch darin liegt auch seine Schwäche: Es gleicht einer Kunstübung, die wegen dieser Künstlichkeit nichts mehr mit einem Krimi zu tun hat. [...] Nesbø bremst sich selber aus, lässt nur aufkeimen, um es wieder vom Tapet zu nehmen, hat er doch schon sämtliche Neben- und Kernthemen ineinander verwoben. Er hat den Bogen überspannt, legt falsche Fährten und lässt das Weber-Schiffchen in seinem Geflecht wirklich durch alle Richtungen schießen, um seine Kernthemen anzuheizen und das eine mit in das andere herüberzuziehen. Er überhitzt. Nach etwa 500 Seiten steht ein exaltiertes, kühnes Gerüst eines Molekülmodells mit dutzenden angeordneter Atome. Nicht, dass das nicht zu verstehen wäre. Doch es entbehrt jeder menschlichen Natürlichkeit. Die restlichen 200 Seiten wirken wie die Anmerkungen zu einem Fachbuch; und das, obgleich doch der blutige Showdown erst noch kommen soll.“